# Marston (Herefordshire)
Marston – przysiółek w Anglii, w Herefordshire, w dystrykcie (unitary authority) Herefordshire. Leży 13 km od miasta Leominster. Marston jest wspomniana w Domesday Book (1086) jako Merstune.